# Urban z Langres
Svatý Urban z Langres, (327 Unter–Colmier - 390 Langres) byl galo-románský římskokatolický kněz, šestý biskup v Langres a v Autunu, světec. Je patronem vinařů, zahradníků a bednářů.

## Život a ikonografie
Podle legendy byl galským knězem, šestým biskupem v Langres, na jednom z nejvýznamnějších biskupských stolců tehdejší Galie, v severovýchodní oblasti Burgundska, ohrožované z východu Alamany a Franky a po nástupu římského císaře Juliána Apostaty také Římany. Biskupství v Langres bylo založeno již roku 200. Dále Urban zastával úřad biskupa v Autunu. Stavěl kostely, pobořené v předchozích dobách a obracel na víru Germány. Jsou mu připisovány také zázraky. Pronásledován pohany, měl se skrýt za keř vinné révy. Proto bývá často vyobrazen s hroznem nebo s větví vinné révy v ruce. Ze stejného důvodu je také považován za patrona vinařů, ačkoli tato funkce je často nesprávně přiřčena svatému papeži Urbanovi I., jehož svátek se slaví 25. května. Jeho sestrou byla svatá Leodegaria, která se stala abatyší kláštera sv. Jana v Dijonu.

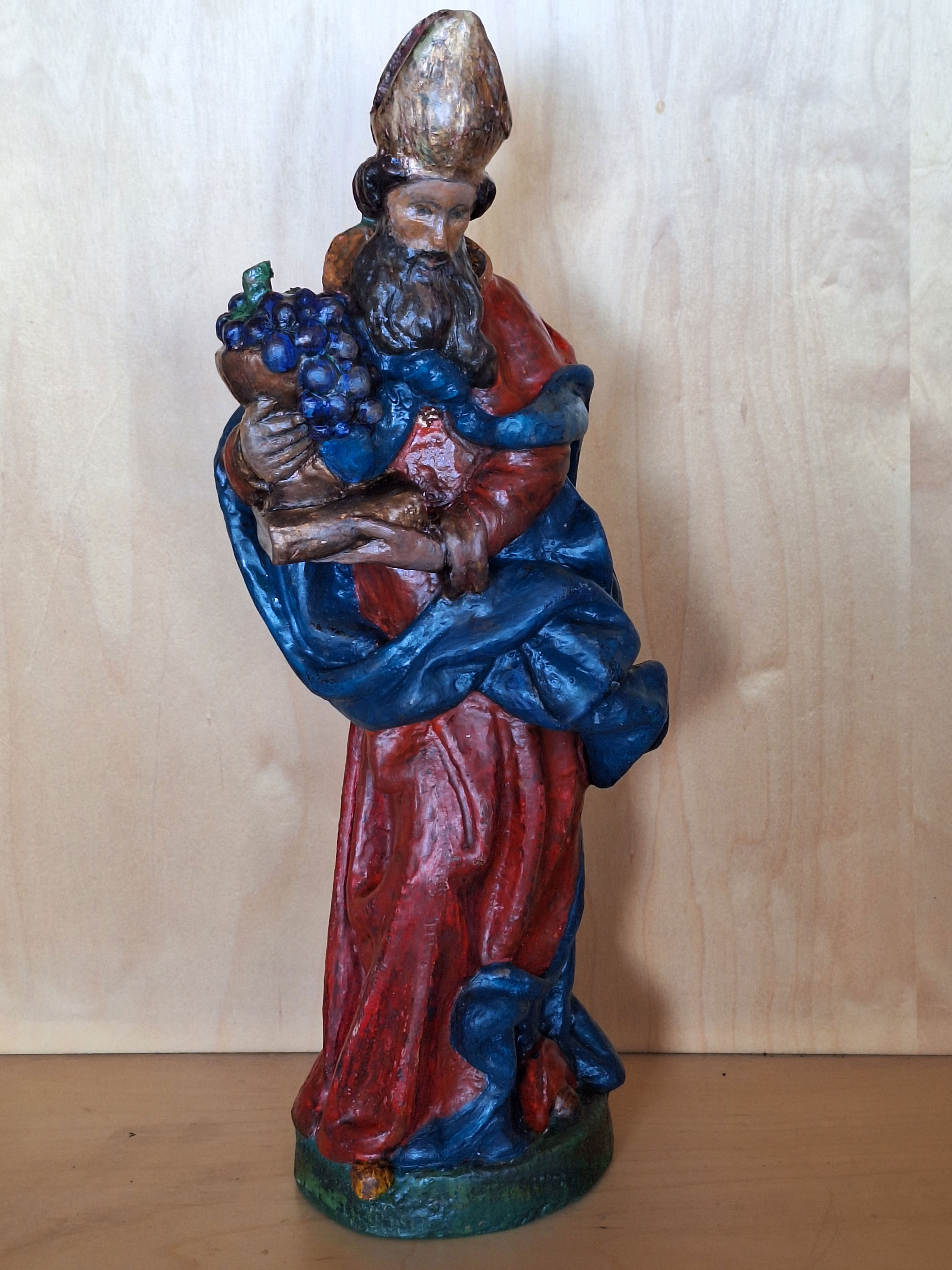
Dřevěná socha svatého Urbana z Langres, 18. století

## Svátek a úcta
V předpokládané datum úmrtí 23. ledna se slaví pouze v Langres, v Dijonu se slaví translace jeho ostatků 7. července, od roku 1564 jsou v tamním kostele sv. Benigna. Ve Francii platí za regionální a lokální kult. V římském kalendáři má svátek 2. dubna, někde 3. dubna. Ve francouzských, italských, německých, a rakouských vinařských oblastech se v den jeho svátku koná průvod. Jsou mu zasvěceny kostely, volně stojící sochy a oltáře, nejčastěji ve vinařských oblastech a od baroka.
S jeho svátkem jsou v Německu spojeny pranostiky o dešti, bouři a úrodě, vinaři: svítí-li na sv. Urbana slunce, bude dobrá úroda hroznů.
Někdy bývá zaměňován s papežem Urbanem I., který má na hlavě papežskou tiáru.

## Patrocinia
- patron měst Langres, Autun, Dijon, Maastricht
- patron vinařů, zahradníků, bednářů
- patron proti bouři a krupobití
- kostely